# رانيار غرانيت
رانيار أرثر غرانيت (Ragnar Arthur Granit؛ فانتا، 30 أكتوبر 1900 - ستوكهولم، 12 مارس 1991) عالم فنلندي سويدي تحصل على جائزة نوبل في الطب سنة 1967 بالاشتراك مع الأمريكيين هالدان هارتلاين  وجورج والد «لاكتشافاتهم المتعلقة بالعملية البصرية الفسيولوجية والكيميائية الأولية في العين».

## مشاركته في حرب التحرير الفنلندية
شارك غرانيت وهو ما يزال طالباً في حرب التحرير الفنلندية سنة 1918 ضمن ما كان يسمى بكتيبة سفيديا (باللغة الفنلندية Svidja) ونال على ذلك وسام صليب الحرية .

## دراسته الجامعية وتدرجه العلمي
بدأ غرانيت بدراسة القانون في دورات دراسية صيفية في أكاديمية «آبو» سنة 1919  ثم قرر أن يتخصص في دراسة علم النفس التجريبي، الذي كان آنذاك يدخل في نطاق العلوم الإنسانية، كما أضاف ـ بناء على نصيحة خاله الذي كان طبيباً ـ دراسة الطب. حصل غرانيت على درجة الماجستير في الفلسفة سنة 1923 لكنه لم يلبث بعد حصوله على درجة البكالوريوس في الطب سنة 1924 أن اتجه إلى علم وظائف الأعضاء (الفسيولوجيا) حيث عين في سنة 1926 معيداً بمعهد الفسيولوجيا، ثم حصل على الدكتوراه في الطب في ديسمبر 1927 وكان موضوع أطروحته للدكتوراه هو «نظرية تمييز الألوان» .
وفي سنة 1928 انتقل غرانيت إلى إنجلترا حيث عمل لمدة نصف عام مع السير تشارلز شيرنغتون في معمله بمدينة أكسفورد، ثم عاد إليه مرة أخرى بموجب منحة من مؤسسة روكفلر (1932-1933). أما الفترة التي توسطت ذلك (1929-1931) فقد قضاها غرانيت زميلاً في مجال الفيزياء الطبية بمؤسسة جونسون التابعة لجامعة بنسلفانيا الأمريكية.
وعندما عاد غرانيت إلى فنلندا تولى منصب أستاذ لعلم وظائف الأعضاء في هلسنغفورس ابتداء من عام 1935.

## انتقاله إلى السويد
عندما استُهدفت فنلندا عسكرياً من جانب الاتحاد السوفييتي سنة 1940 أثناء ما يسمى بحرب الشتاء (1939-1940) حصل غرانيت على عرضين: أحدهما للانتقال إلى جامعة هارفارد الأمريكية والآخر إلى معهد كارولنسكا السويدي ففضل غرانيت الانتقال إلى العاصمة السويدية ستوكهولم ليتابع دراساته وأعماله البحثية في معهد كارولنسكا، حيث حصل في نفس العام (1940) على الجنسية السويدية (التي ظل يحملها جنباً إلى جنب مع جنسيته الأصلية الفنلندية)، مما أتاح له مواصلة أبحاثه دون أن تقلقه الحرب، التي استمرت في فنلندا حتى سنة 1945، وبعد انتهاء الحرب وزع غرانيت حياته ما بين وطنيه القديم والجديد. وعندما نال جائزة نوبل صرح غرانيت بأن هذه الجائزة تنتمي ـ مناصفةً ـ إلى كل من فنلندا والسويد.

## أعماله البحثية
انصبت أبحاث غرانيت الرئيسية بين عامي 1920 و1947 على دراسة حاسة الإبصار، كما درس فسيولوجيا العضلات والتحكم العصبي في وظائفها.

## المناصب العلمية
عمل غرانيت أستاذاً للفسيولوجيا العصبية في معهد كارولنسكا (بالسويدية: Karolinska Institutet) بالسويد منذ عام 1945 وحتى تقاعده من عمله كأستاذ جامعي في يوليو 1967.
كما كان غرانيت عضواً بمجلس البحث الطبي (1949-1955) ورئيساً للأكاديمية السويدية للعلوم (1963-1965) ثم نائباً لرئيسها (1965-1969). كما عمل أستاذاً زائراً بمعهد روكفلر بنيويورك بين عامي 1956 و1966 وأستاذاً زائراً بكلية القديسة كاترين بأكسفورد سنة 1967 وأستاذاً زائراً بجامعة الباسيفيك بسان فرانسيسكو سنة 1969.

## عضويته في الجمعيات العلمية المتخصصة
كان غرانيت عضواً بكل من
- الجمعية العلمية الفنلندية 1937
- الأكاديمية الملكية السويدية للعلوم 1944
- جمعية العلماء (Société Philomatique) بباريس 1947
- أكاديمية بولونيا للعلوم 1948
- الجمعية الفلسفية الأمريكية 1954
- الأكاديمية الملكية الدنماركية للعلوم 1956
- الجمعية الملكية بلندن 1960
- الأكاديمية الوطنية للعلوم بواشنطن 1968
- الأكاديمية الطبية بتورينو (عضو فخري) 1961
- الأكاديمية الهندية للعلوم 1964
- الأكاديمية الأمريكية للفنون والعلوم 1971
- عضو فخري بكل من الجمعية السويدية لطب الأعصاب، والأكاديمية السويدية لطب العيون، والأكاديمية السويدية للفسيولوجيا العصبية السريرية.
- الجمعية الدولية لرسم الشبكية الكهربي (لغة إنجليزية | بالإنجليزية International Society for Clinical Electroretinography) (عضو فخري)
- عضو فخري بجمعيات علم الأحياء بكل من مونتفيديو ومدينة سانتياغو بتشيلي ومدينة أرجنتينا بالأرجنتين.
- الجمعية الفنلندية لطب العيون (عضو فخري)
- الرابطة الفسيولوجية الأمريكية (عضو فخري)
- الجمعية الفسيولوجية بإنجلترا (عضو فخري)
- الجمعية الفنلندية للأطباء
- الجمعية السويدية للأطباء
- الجمعيتان السويدية والفنلندية لعلم وظائف الأعضاء

## الدرجات الفخرية
- دكتوراه فخرية في الطب من جامعة أوسلو بالنرويج 1951
- دكتوراه فخرية في العلوم من جامعة أكسفورد 1956
- دكتوراه فخرية في العلوم من جامعة هونغ كونغ 1961
- دكتوراه فخرية من جامعة لويولا بشيكاغو 1969
- دكتوراه فخرية من جامعة بيزا 1970
- لقب أستاذ فخري (بالإسبانية Catedrático hon) من كل من جامعة سان ماركو في ليما وجامعة سانتياغو في تشيلي والجامعة الوطنية في بوغوتا، وجميعها سنة 1958 .

## الجوائز التي حصل عليها
- جائزة هانس كرونشتيت (Hans Cronstedt) ـ 1926
- ميدالية يوبيل الجمعية السويدية للأطباء 1947
- ميدالية أندرس رتزيوس (Anders Retzius) الذهبية، ستكهولم 1957
- ميدالية دوندرز (F. C. Donders)، أوتريخت 1957
- ميدالية شيرنغتون التذكارية، لندن 1967
- ميدالية بركنجي الذهبية، براغ 1969

## وصلات خارجية
- رانيار غرانيت على موقع الموسوعة البريطانية (الإنجليزية)
- رانيار غرانيت على موقع مونزينجر (الألمانية)
- رانيار غرانيت على موقع إن إن دي بي (الإنجليزية)
- نبذة عن رانيار غرانيت على موقع مؤسسة نوبل
- صفحة تعريفية عن رانيار غرانيت في موقع مؤسسة غرانيت الفنلندية